# Cronstedtiet

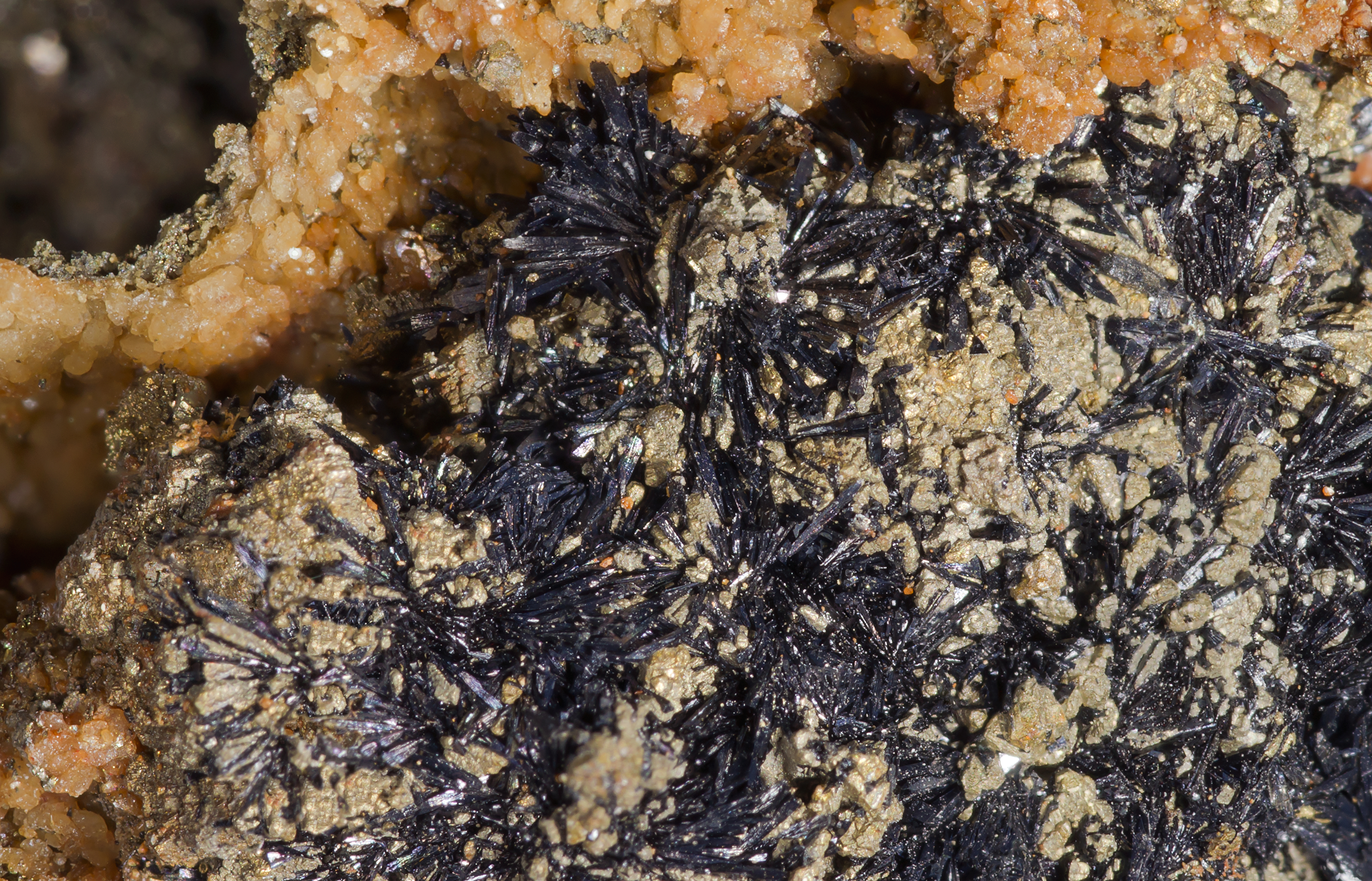
Cronstedtiet

Het mineraal cronstedtiet is een ijzer-fylosilicaat met de chemische formule Fe2+2Fe3+2SiO5(OH)4. Het behoort tot de serpentijn-groep.

## Eigenschappen
Het donkergroene of bruinzwarte tot zwarte mineraal heeft een donkerolijfgroene streepkleur en een glasglans. Het kristalstelsel is trigonaal en de splijting is perfect volgens kristalvlak [001]. De gemiddelde dichtheid is 3,34 en de hardheid is 3,5. Cronstedtiet is niet radioactief.

## Naamgeving
Het mineraal cronstedtiet is in 1821 gevonden en genoemd naar de Zweedse mineraloog Axel Fredrik Cronstedt (1722-1765).

## Voorkomen
Cronstedtiet wordt gevonden in onder andere Duitsland, Frankrijk, Bolivia en Arizona. De typelocatie van het mineraal is bij de plaatsen Přibram en Kuttenberg in Tsjechië.